# オトラル

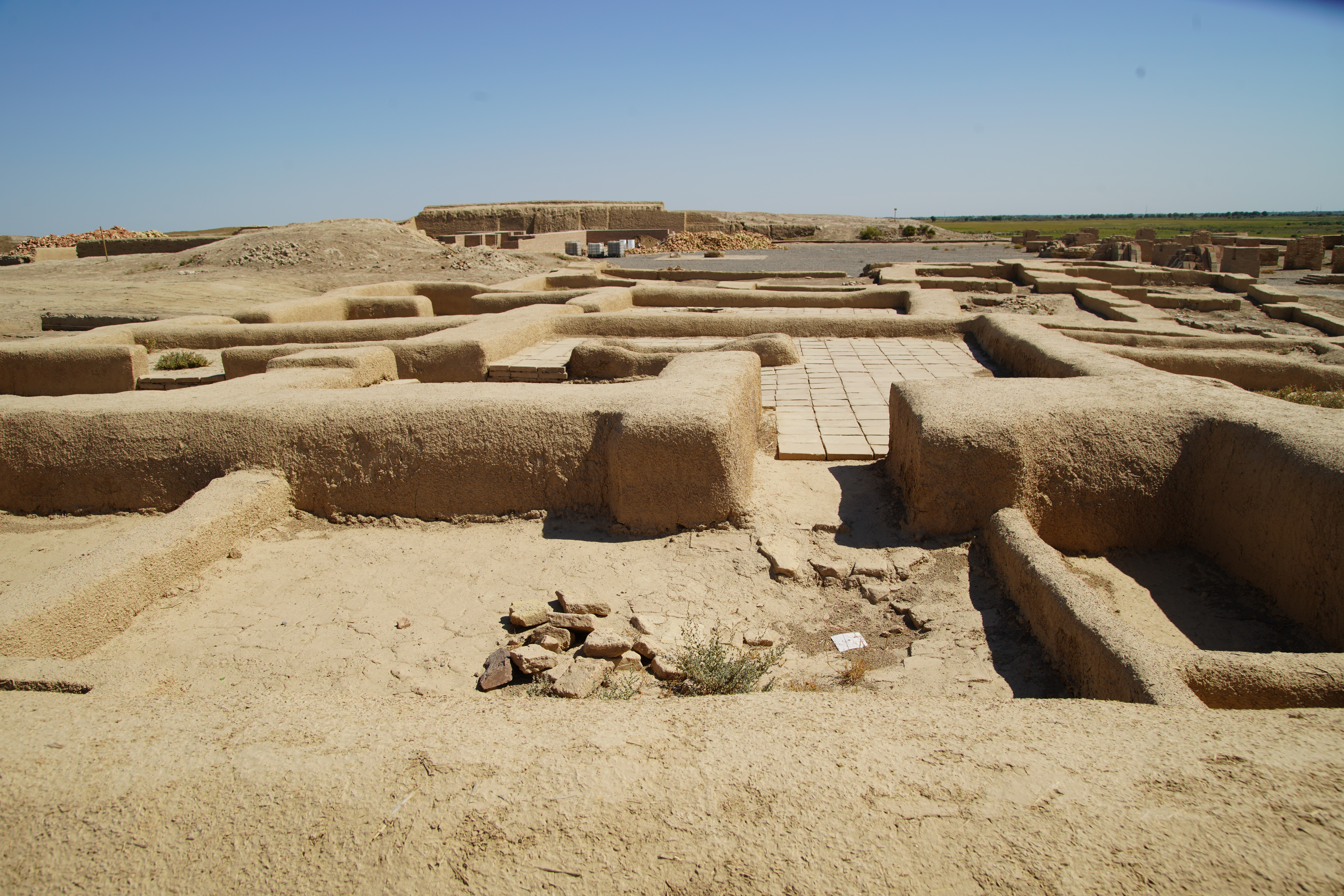
オトラル

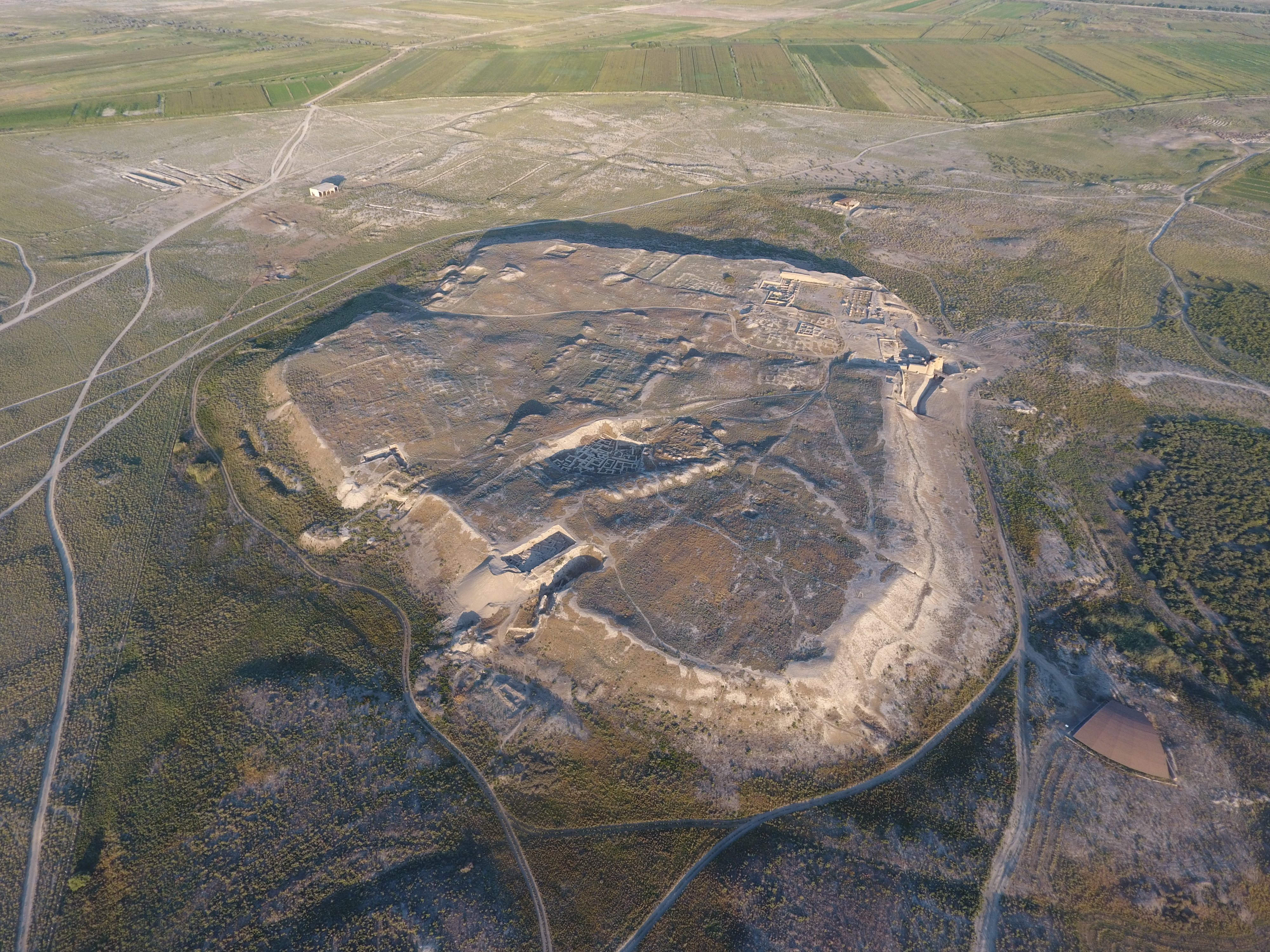
オトラルの空撮写真

オトラル (Otrar) は、中央アジアの歴史的都市遺跡。シル川中流の右岸、支流アリス川との合流点近く（現カザフスタン南部テュルキスタン州）に位置する。旧称はバーラーブ（Bārāb/Fārāb）。
13世紀にチンギス・ハンがホラズム・シャー国に派遣した450人のムスリム（イスラム教徒）商人の隊商が、オトラル太守イナルチュクによってスパイとみなされて虐殺されたため、モンゴル帝国により攻略され、徹底的な破壊を受けた。その後復興して数百年にわたって栄えたが、のちに衰亡し、現在は内城の廃墟が残るのみである。

## 歴史
オトラルは、1世紀から2世紀頃に集落が形成され始め、城壁に囲まれた広大な市域と、郊外の灌漑農地からなる典型的な中央アジアのオアシス都市であった。オトラルからは4世紀から6世紀の陶器片が出土しており、イスラーム勢力の中央アジア征服当時にすでに町が存在していたことを疑問視する意見があるものの、8世紀初頭には町が形成されたと考えられている。
12世紀にカラキタイ（西遼）の支配下に組み入れられた。1210年にホラズム・シャー朝によって征服され、スルターン・アラーウッディーン・ムハンマドの母の一族であるカンクリ族出身のイナルチュクが総督とされた。同じ頃、モンゴル帝国のチンギス・ハーンがカラキタイの旧領を併合し、オトラルはモンゴルとホラズム・シャー朝の国境の最前線となる。
モンゴル帝国とホラズム・シャー朝ははじめ誼を通じたが、1218年にモンゴル帝国が派遣した450人の商人と500頭の通商使節団がオトラルに至ったとき、オトラルの総督イナルチュクはこれを密偵と断定し、アラーウッディーンの許可のもとに使節団を1人を残して殺害し、商品を略奪する事件が起こった（オトラル事件）。チンギスはアラーウッディーン・ムハンマドにイナルチュクの引き渡しを要求するが、引き渡しを拒んだアラーウッディーンはモンゴルの使者を殺害し、生かしておいた2人の使者の髭を剃ってチンギスの元に追い返した。この報を受けたチンギス・ハーンは1219年にホラズム・シャー朝への侵攻を開始し、緒戦においてオトラルはチンギスの次男チャガタイと三男オゴデイが率いるモンゴル軍の包囲を受けた。
包囲は1219年9月から開始され、5か月目に守将の一人であるカラジャ・ハーンが降伏を提案する。将兵はイナルチュクのために戦い抜くことを主張したため、カラジャ・ハーンはわずかな兵士を伴ってモンゴル軍に降伏するが、彼の助命嘆願は受け入れられなかった。城内はモンゴル軍によって破壊され、住民はブハラに連行された。遠征のきっかけをつくった総督イナルチュクはチンギス・ハーンの面前に引き出され、両目と両耳に溶かした銀を流し込まれて殺された。
その後、都市はモンゴル帝国のもとである程度復興し、オゴデイの治世には貨幣鋳造所が建設された。軍事・交通の要衝であるオトラルは、中央アジアに成立したジョチ・ウルスとチャガタイ・ウルス（チャガタイ・ハン国）の係争の地となる。オトラルはジョチ・ウルスの支配下に置かれていたが、チャガタイ・ウルスのアルグによって奪取される。1376年にティムールはジョチ家が支配するオトラルを征服し、町はティムール朝の支配を受ける。1404年11月末にティムールは東方遠征に出発するが、翌1405年2月にオトラルで病死した。
15世紀末にはウズベク、16世紀にはカザフがオトラルを支配した。18世紀の時点でオトラルの重要性は大きく低下していたが、19世紀初頭までは人間が居住していた。その後、オアシスの水源が枯渇して放棄され、廃墟となった。